# Veddige Varberg VBK
Veddige Varberg VBK är en svensk volleybollklubb. Klubben bildades 2017 genom en sammanslagning av Veddige VK och Warberg Volley

## VK Veddige
Klubben bildades 1977, efter att det tidigare spelats volleyboll i Veddige sedan mitten av 1960-talet, arrangerad i 4H:s regi. Laget har haft störst framgångar på damsidan, där man spelat tre säsonger i elitserien i volleyboll för damer. Juniorlaget vann Junior-SM för damer tre år på 1990-talet (1994-1996)

## Warberg Volley
Klubben bildades 28 februari 2009. Den hade först bara ett herrlag, men 2011 bildades även ett damlag